# Jaroslavl
Jaroslavl (řidčeji také Jaroslav, rusky Яросла́вль) je město v Rusku, ležící 250 km severovýchodně od Moskvy. Jde o hlavní město stejnojmenné oblasti. Žije zde přibližně 567 tisíc obyvatel. Rozloha města činí 205 čtverečních kilometrů. Město je rozděleno na 6 rajónů: Dzeržinský, Zavolžský, Kirovský, Krasnoperekopský, Leninský a Frunzenský. Jaroslavl je dopravním uzlem, ze kterého se rozbíhají železniční tratě a silnice ve směru na Moskvu, Vologdu, Rybinsk, Kostromu, Ivanovo a Kirov. Ve městě je také říční přístav a letiště.
Jaroslavl je jedním z nejstarších ruských měst. Založeno bylo v 11. století a svého rozkvětu dosáhlo v 17. století. V roce 2010 město oslavilo 1000 let od svého založení. Historické centrum Jaroslavle, které se nachází na soutoku řek Volha a Kotorosl, je zapsáno na seznamu Světového dědictví UNESCO. Jaroslavl patří mezi města Zlatého kruhu Ruska.

## Fyzickogeografická charakteristika

### Poloha
Jaroslavl leží v centrální části Východoevropské roviny, na obou březích Volhy, kde se do ní vlévá řeka Kotorosl. Rozloha města je 205,37 km². Průměrná nadmořská výška centra města je 100 m.

### Časové pásmo
Město Jaroslavl, stejně jako celá Jaroslavská oblast, leží v Moskevském časovém pásmu (MSK/MSD). Časový rozdíl oproti koordinovanému světovému času UTC je +3:00 (MSD).

### Vodstvo
Hlavními řekami Jaroslavské oblasti jsou Volha (Gorkovská přehradní nádrž) a její pravý přítok Kotorosl. Do nich se vlévá několik říček a potoků, z nichž je nejvýznamnější řeka Nora. U ústí řeky Kotorosl je několik ostrovů (na jednom z nich se nachází zábavní park).

### Podnebí
Město leží v oblasti mírného kontinentálního podnebí. Průměrný roční úhrn srážek je 591 mm.
Zima v Jaroslavli trvá více než pět měsíců a je mírně chladná. Průměrná lednová teplota je -12 °C. V některých letech však teploty dosahují téměř -50 °C, Výška sněhové pokrývky bývá zpravidla 35–50 cm, některé zimy dosahuje až 70 cm, jindy je sotva 20 cm. Sněhová pokrývka vzniká ve druhé polovině listopadu a vydrží 140 dní. Převládají jižní a západní větry. Průměrná rychlost větru je 4,2 m/s.
Jaro je charakteristické nízkým úhrnem srážek. Průměrná teplota v dubnu je +4,5 °C. Sněhová pokrývka taje v první polovině dubna. Srážek v dubnu není mnoho, pouze kolem 40 mm. Srážky pak začínají přibývat v květnu, kdy jich spadne 50–60 mm.
Léto je mírně teplé, vlhké, s největším úhrnem srážek v roce – až 80 mm za měsíc. Průměrná červencová teplota je +18 °C, v některých horkých dnech dosahuje maximální denní teplota +37 °C. V červenci spadne největší množství srážek v roce – 80 až 90 mm za měsíc. Bývají především lijáky, často s bouřkami. Převládají západní a severní větry s průměrnou rychlostí 2,5 až 3,5 m/s.
Podzim se vyznačuje často zataženou oblohou (až 18 dní v měsíci). Průměrná teplota v říjnu jsou +4 °C. Ubývá srážek a mění se jejich charakter. Deště bývají vytrvalé a často se tvoří mlhy.

## Historie
Podle legendy bylo město založeno již roku 1010 Jaroslavem Moudrým, na místě, kde zabil při lovu medvěda. Medvěda dnes najdeme ve znaku města. Datum založení města je sporné, ale první zmínku o Jaroslavli v letopisech nacházíme roku 1074, je tedy nejstarším městem v této části Ruska. Mezi lety 1071 a 1218 byla Jaroslavl centrem tehdejšího Jaroslavského knížectví, roku 1463 pak byla připojen ke knížectví Moskevskému. V 17. století byl druhým největším ruským městem, a po okupaci Moskvy Polskem v roce 1612 plnil funkci jejího hlavního města. Na příkaz Petra I. tu vznikla v roce 1722 manufaktura, roku 1750 tu bylo otevřeno divadlo. Počátkem 90. let 18. století byla ve městě objevena největší památka staroruské literatury – Slovo o pluku Igorově, epos z 12. století líčící tažení ruských knížat proti Polovcům.
Dne 7. září 2011 se zde těsně po startu zřítilo letadlo s hokejovým týmem Lokomotiv Jaroslavl mířící do Minsku. Zahynulo 44 z 45 lidí na palubě (43 na místě, hokejista Alexandr Galimov zemřel později v nemocnici).

### Světové kulturní dědictví UNESCO
V roce 2005 bylo historické centrum města zařazeno na seznam světového dědictví UNESCO. Město je typickým příkladem průniku vlivů ruského impéria a západní kultury. Dalším důvodem zařazení na seznam UNESCO je urbanistické uspořádání města, které vzniklo podle nařízení Kateřiny Veliké a bylo realizováno v letech 1763 až 1830.

## Průmysl
Dnes je Jaroslavl centrem hlavně gumárenského průmyslu (byl zde největší závod na výrobu pneumatik v celém Sovětském svazu). Na toto odvětví pak navazují další závody – výroba plastů, chemikálií, syntetického kaučuku a petrochemie.

## Architektura

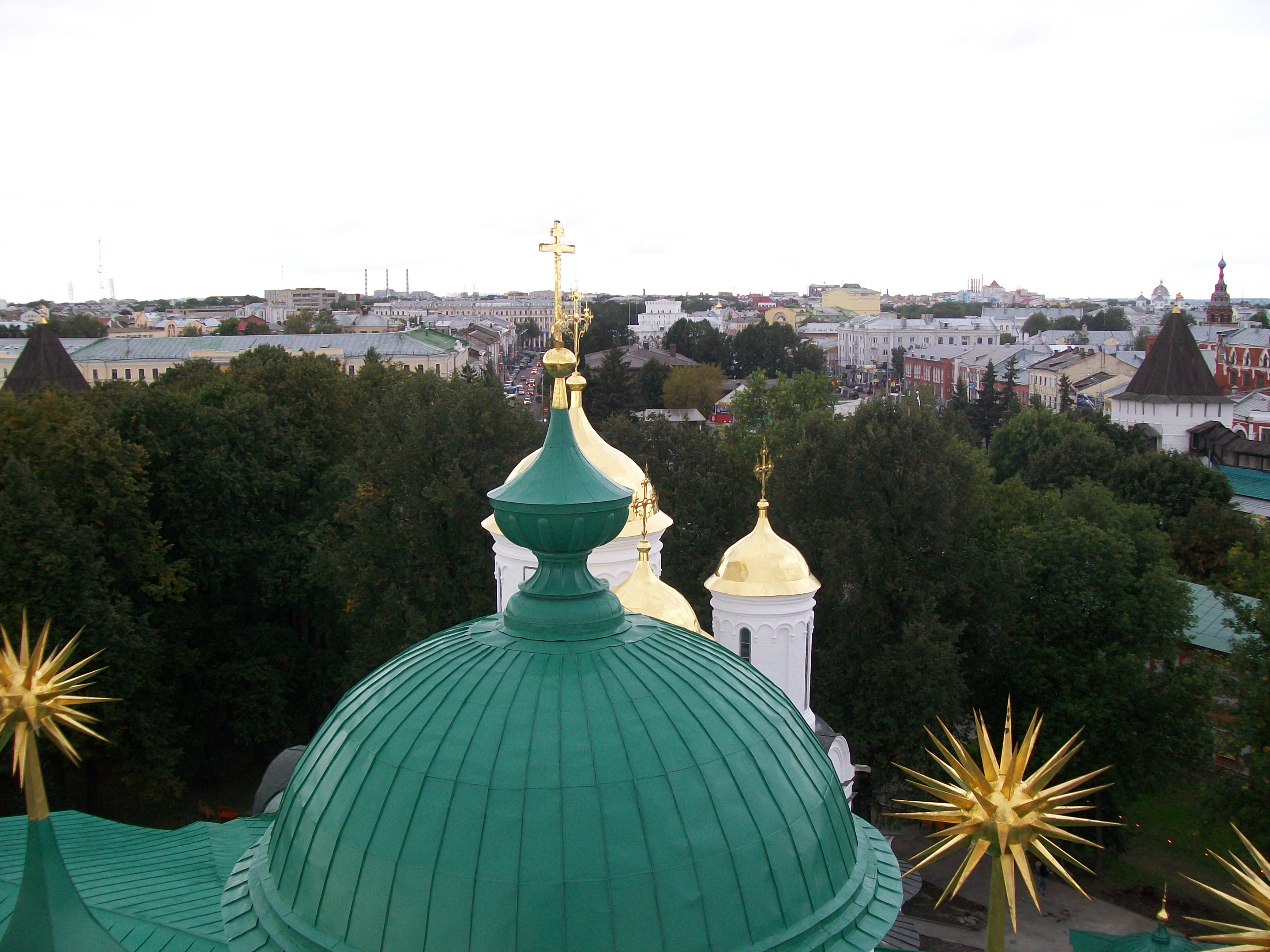
Pohled z kremlu na město

Ze 12. století pochází Jaroslavská pevnost, tedy mohutně opevněný Spaso-preobraženský klášter. V 17. století byly v Jaroslavli mj. postaveny kostely Nikolaje Nadějina, Ilji Proroka, Jana Zlatoústého a Nikolaje Mokrého. Kostely z té doby jsou ukázkami svérázné staroruské architektury a malířství horního Povolží. Roku 1750 zde bylo založeno první profesionální divadlo v Rusku – dnes Akademické divadlo Fjodora Volkova. Roku 1778 zde byl schválen generální plán, podle něhož bylo město systematicky budováno v klasicistním stylu. Dnes tu najdeme také vysokoškolské budovy, mnoho dalších pravoslavných kostelů, jednu mešitu a jednu synagogu. Druhým významným klášterem je Tolský klášter.

## Osobnosti města
- Izmail Srezněvskij (1812–1880), ruský filolog a slavista
- Nikolaj Šiškin (1827–1902), ruský ministr zahraničí v letech 1896–1897 a člen Státní rady (od roku 1897)
- Alexandr Ljapunov (1857–1918), ruský matematik a fyzik
- Sergej Ljapunov (1859–1924), ruský hudební skladatel, dirigent a pianista
- Nikolaj Někrasov (1879–1940), ruský politik a poslední generální guvernér Finského velkoknížectví
- Fjodor Tolbuchin (1894–1949), sovětský vojevůdce ruského původu v období druhé světové války, maršál Sovětského svazu
- Jurij Ljubimov (1917–2014), ruský divadelní herec, režisér, zakladatel a dlouholetý ředitel divadla Na Tagance
- Valentina Těreškovová (* 1937), sovětská kosmonautka
- Andrej Chomutov (* 1961), ruský hokejista
- Maxim Tarasov (* 1970), bývalý ruský atlet – skokan o tyči
- Petr Lovigin (* 1981), ruský fotograf, režisér a spisovatel
- Sergej Mozjakin (* 1981), ruský hokejový útočník
- Ivan Něprjajev (1982), ruský hokejový útočník
- Denis Grebeškov (* 1983), ruský hokejový obránce
- Ljudmila Postnovová (* 1984), ruská házenkářka
- Alexandr Galimov (1985–2011), ruský hokejista
- Alexandr Vasjunov (1988–2011), ruský hokejista hrající na postu útočníka jako levé křídlo
- Vladimir Tarasenko (* 1991), ruský hokejový útočník
- Jurij Uryčev (1991–2011), ruský hokejový obránce

## Partnerská města
- Burgas, Bulharsko (2018)
- Burlington, Spojené státy americké (1988)
- Dubnica nad Váhom, Slovensko (2019)
- Exeter, Spojené království (1989)
- Hanau, Německo (1994)
- Jyväskylä, Finsko (1966)
- Kaliningrad, Rusko (1966)
- Kassel, Německo (1988)
- Nanking, Čína (2018)
- Palermo, Itálie (1998)
- Poitiers, Francie (1970)
- Severodvinsk, Rusko (2002)